# K-19 (film)
K-19 (K-19: The Widowmaker) è un film del 2002 diretto da Kathryn Bigelow.
Film indipendente, con protagonisti Harrison Ford e Liam Neeson, ispirato ai fatti realmente accaduti al sottomarino nucleare sovietico K-19, il primo equipaggiato con missili nucleari balistici, varato nel 1959. L'incidente del K-19, ritenuto dall'URSS un fallimento, venne coperto dal segreto militare e tenuto nascosto all'opinione pubblica per un trentennio, fino alla caduta del Muro di Berlino del 1989.

## Trama
Nel 1961, nel pieno della guerra fredda, il varo del primo sottomarino nucleare armato di testate nucleari da parte degli Stati Uniti spinge il governo sovietico a rispondere costruendone a sua volta uno, ed in pochi mesi, il nuovissimo sottomarino K-19 sta già compiendo i primi test di collaudo. Purtroppo, la fretta, la corruzione e la burocrazia del governo gravano pesantemente sulla buona riuscita del progetto: il sottomarino, infatti, è pieno di difetti di progettazione, i pezzi che lo compongono sono difettosi o inadatti, e anche l'equipaggio è costituito in gran parte da giovani reclute troppo inesperte per poter gestire una macchina così complessa. Nonostante gli uomini siano molto affiatati tra loro, soprattutto grazie alla guida del comandante Mikhail Polenin, questo non è sufficiente a risolvere i problemi dati dall'inefficienza del progetto. I vertici di Mosca, però, non tollerano tali ritardi sulla tabella di marcia, soprattutto quando appare evidente che il comandante mette il bene dei propri uomini sopra l'orgoglio nazionale, per cui lo incolpano dei recenti fallimenti e chiedono ad un nuovo comandante, Alexei Vostrikov di prendere il comando, mentre Polenin resterà come ufficiale esecutivo. Vostrikov è figlio di un ufficiale famoso per essere stato un eroe della rivoluzione successivamente caduto in disgrazia e spedito in un gulag. Il suo arrivo genera malcontento tra i membri anziani dell'equipaggio, infastiditi dai suoi metodi rigidi e autoritari, e consci di come la scelta di Vostrikov per un incarico così importante potrebbe essere dovuta più al suo essere sposato con la figlia di un importante membro del partito, ma Polenin riesce a convincerli a fidarsi ed a dargli una possibilità.
Purtroppo, al suo arrivo, Vostrikov sorprende l'ufficiale addetto al reattore ubriaco, chiedendo quindi che sia sostituito: ancora, la fretta di portare il K-19 in mare porta il comando a scegliere Vadim Radtchenko come nuovo ufficiale addetto al reattore; anche costui è una recluta fresca di accademia, chiaramente non pronta per un tale incarico, ma nonostante l'obiezione di Polenin, Vostrikov non mette in dubbio la decisione dei superiori e accetta il giovane ufficiale a bordo. Questo però aumenta ancora più il clima di tensione, che peggiora ulteriormente quando il medico dell'equipaggio viene investito, dovendo essere sostituito con un medico mai stato in mare, fino alla cerimonia inaugurale, in cui la bottiglia di champagne non si infrange. A questo punto, anche Polenin avverte Vostrikov sui propri dubbi riguardo alla missione, dato che la morte del medico è la decima da quando è iniziata la costruzione del sottomarino, tanto che gli uomini gli hanno dato il soprannome di Fabbrica di vedove. Vostrikov è conscio della difficoltà della missione, ma sceglie di proseguire lo stesso e la partenza del K-19 avviene come da programma.
La missione è recarsi ed emergere nell'Artico, testare un missile balistico intercontinentale disarmato e pattugliare l'Atlantico a portata di tiro di New York City e Washington, D.C.. In mare le differenti metodiche di comando tra Vostrikov e Polenin si fanno ancora più evidenti: già poco dopo la partenza, il primo obbliga l'equipaggio ad estenuanti esercitazioni, in cui più di un marinaio viene ferito. La tensione tra i due ufficiali esplode quando il comandante prima ordina di portare il sottomarino al di sotto del livello autorizzato di immersione, e poi di risalire in superficie, sfruttando la velocità di emersione per infrangere la sovrastante lastra di ghiaccio. La pericolosità delle due manovre è tale che Polenin rifiuta di assistere, abbandonando la plancia di comando contro gli ordini, ma alla fine, entrambe le manovre riescono ed il missile è lanciato come da programma. Polenin, tuttavia, resta dell'opinione che il successo delle due manovre sia stata solo fortuna, ma Vostrikov è convinto che questo abbia dato all'equipaggio la sicurezza nelle proprie capacità necessaria a non fallire in caso di reale emergenza. In ogni caso, la prima fase della missione è avvenuta con successo, e il K-19 riparte per compiere la seconda fase, cioè raggiungere le acque limitrofe alla costa nord-orientale degli Stati Uniti.
Sulla via della destinazione, però, il condotto del refrigerante del reattore nucleare di poppa si guasta. Senza il refrigerante, la temperatura del nocciolo del reattore continuerà ad aumentare fino a che, raggiunti i 1000 °C, il nocciolo scioglierà il reattore, disperdendo le radiazioni e questo, se venissero coinvolte le testate, alla fine potrebbe innescare un'esplosione nucleare. L'equipaggio si trova così di nuovo preda della inefficienza del progetto: il sistema di raffreddamento ausiliario non è stato installato e inoltre a bordo non ci sono tute anti-radiazioni. Non potendo, su decisione di Vostrikov, abbandonare il sottomarino, viene deciso di risolvere il guasto connettendo il sistema di raffreddamento alle riserve di acqua dolce presenti a bordo, ma per fare ciò, una squadra di tecnici dovrà entrare nella camera del reattore esponendosi a dosi letali di radiazioni. Inoltre, dovendo collegare il sistema di raffreddamento ad un deposito di acqua esterno, questo farà rimanere socchiusa la porta della camera, permettendo ad una nube di vapore radioattivo di fuoriuscire, contaminando gradualmente il resto del K-19. Non potendo fare altro, Polenin dice agli uomini che le tute a disposizione, in realtà tute per sostanze chimiche, sono adatte, e la squadra completa l'operazione, prevenendo la tragedia ma, per farlo, i sei uomini incaricati subiscono gli effetti diretti, ritrovandosi condannati a morte certa. A peggiorare la situazione, l'antenna a lungo raggio è stata danneggiata dall'emersione nell'Artico, per cui ora non è possibile comunicare con Mosca. Vostrikov non può fare altro che invertire la rotta, rifiutando di nuovo il suggerimento di Polenin di chiedere aiuto ad una base NATO vicina.
Sopraggiunta una nave della marina statunitense, la situazione precipita: la riparazione non regge ed il reattore è di nuovo a rischio di fusione. Vostrikov ordina l'immersione, ma due ufficiali, ritenendo che l'uomo stia di nuovo scegliendo la patria invece che l'equipaggio, si ammutinano e consegnano il comando a Polenin, che però, scoperta la cosa, si fa consegnare da loro le armi con l'inganno, li fa arrestare e riconsegna il comando a Vostrikov. Grato per il gesto del commilitone, Vostrikov ora ne ascolta i consigli e, invece di limitarsi ad ordinare agli uomini di far immergere il sottomarino, spiega loro la gravità della situazione: se il reattore non verrà immediatamente riparato, la possibile esplosione del K-19 in un'area così delicata, vicino sia ad una nave statunitense che alla base della NATO, potrebbe inasprire le tensioni tra le superpotenze fino a portare il mondo sull'orlo di una terza guerra mondiale. Se però riusciranno ad immergersi, anche se la riparazione del reattore dovesse fallire, la guerra sarà evitata. Convinto, l'equipaggio esegue l'ordine.
Con il reattore sul punto di raggiungere di nuovo i 1000 °C, Vostrikov chiama al comando Radtchenko, per poi scoprire che, mentre avveniva l'ammutinamento, il giovane ufficiale ha riparato il reattore da solo, salvando i compagni ma assorbendo una dose di radiazioni devastante. Grazie al sacrificio del giovane, la guerra viene evitata, quindi Vostrikov, per non rischiare ulteriormente la vita dei suoi uomini, si prepara ad accettare l'offerta di aiuto degli statunitensi e di affondare il K-19, ma fortunatamente, proprio all'ultimo, un altro sottomarino sovietico li trova e li raggiunge.
L'equipaggio torna in patria, ed in pochi giorni coloro che hanno eseguito le riparazioni al reattore muoiono, mentre i superstiti sono interrogati, dato che nel periodo in cui il sottomarino era irraggiungibile a causa della rottura dell'antenna, i vertici di Mosca hanno sospettato che Vostrikov intendesse disertare. Grazie all'appassionata testimonianza di Polenin, Vostrikov viene assolto, ma non verrà mai più messo al comando di un sottomarino e sia lui che il resto dell'equipaggio sono obbligati al silenzio. A causa delle radiazioni, negli anni moriranno altri venti membri dell'equipaggio.
Nel 1989, 28 anni dopo l'incidente, cade il Muro di Berlino e finalmente i sopravvissuti possono raccontare la verità. Vostrikov viene rintracciato da Polenin, che lo conduce nel cimitero in cui i sopravvissuti dell'incidente accolgono il loro comandante, con cui celebrano finalmente il memoriale per i compagni caduti, che con coraggio e lealtà hanno salvato la vita loro e forse anche quella delle persone di tutto il mondo.

## Produzione

### Pre-produzione
Negli anni precedenti l'inizio delle riprese, la Bigelow si recò ripetutamente, con lo sceneggiatore Christopher Kyle, a Mosca, dove ebbe l'occasione di incontrare i reduci dell'equipaggio. Non fu facile vincere gli iniziali sospetti di questi figli della guerra fredda, abituati all'approccio propagandistico di molto cinema hollywoodiano verso quel periodo storico. Da essi, comunque, la regista ricavò l'incoraggiamento e l'entusiasmo per proseguire nell'impresa. In particolare, afferma, il loro contributo fu determinante nel delineare le differenze di carattere dei due protagonisti: Nikolaj Zateyev - nel film Alexei Vostrikov (Harrison Ford) e Vladimir Yenin - Mikhail Polenin (Liam Neeson). Quanto quest'ultimo veniva descritto come una persona affabile, come un familiare con cui era piacevole trascorrere il tempo, tanto il primo incuteva soggezione e paura, ma anche rispetto per la sua affidabilità.
Nell'autunno del 2000, la regista effettuò alcuni sopralluoghi a Mosca e, nel gennaio successivo, col fotografo Jeff Cronenweth, primi civili occidentali ad esservi ammessi, alla base navale di Murmansk, nella penisola di Kola, dove intendevano effettuare una parte delle riprese, progetto che fu poi accantonato per le difficili condizioni di luce in quel periodo dell'anno.
Fu qui che incontrarono alcuni colleghi e amici dell'equipaggio del Kursk, di recente affondato. Spesso essi si recavano al monumento dedicato ai compagni caduti e, con le lacrime agli occhi, dopo aver bevuto da un bicchiere di vodka e mangiato un pezzo di pane, deponevano ciò che restava sul cippo. Un rituale che la Bigelow avrebbe ripreso per la scena finale al cimitero.

### Il sottomarino
Per ricostruire il K-19, si noleggiò un sottomarino della classe Juliett, di qualche anno più recente, rinvenuto nel bacino di carenaggio di Saint Petersburg (Florida), che era stato acquistato da alcuni imprenditori per farne un museo con ristorante; progetto che non era mai decollato. Con un lungo viaggio, esso fu trainato sino ad Halifax (Canada) dove, a partire da una stampa d'epoca, fu trasformato nel K-19: un'impresa notevole che richiedeva, oltre all'ampliamento della torretta, un allungamento di una trentina di metri della coda, sino a raggiungere i 113 metri, conservando la capacità di galleggiamento del mezzo.
Contemporaneamente gli attori seguirono un corso tenuto da Sergej Aprelev, capitano in pensione della marina russa. Esso, a partire da informazioni tecniche relative al funzionamento del mezzo, era finalizzato ad ottenere dagli uomini un comportamento realistico nell'utilizzo della strumentazione di bordo (come si carica un missile, come funziona un reattore nucleare). Il cast fu anche addestrato nello spegnimento di incendi veri, anche di notevoli dimensioni.

### Riprese
Prioritaria, nelle intenzioni della regista, era la realistica riproduzione delle condizioni di vita, in un ambiente in cui l'individuo era completamente sacrificato alla funzionalità del mezzo: 129 membri dell'equipaggio costretti a dividersi 40-45 cuccette, con turni operativi di 16 ore, cassette per gli effetti personali di 20 per 20 cm, spazi limitatissimi, affollati di strumenti di bordo, disposti secondo criteri ergonomici volti a consentire ad una singola persona il maggior numero di operazioni e a rendere operativamente auto-sufficienti i vari compartimenti (in caso di avarie) in condizioni claustrofobiche e promiscue in cui i marinai erano costretti a condividere le loro esistenze.
Per ottenere ciò, i set per i diversi compartimenti del sottomarino furono ricostruiti con la massima fedeltà. La limitatezza degli spazi rappresentava un ostacolo formidabile per le riprese. Alle pareti furono applicati mono-binari per lo scorrimento della macchina da presa, mimetizzati come tubi. Ai soffitti furono appesi fili per lo scorrimento di steadicam telecomandate. Le luci furono mimetizzate nell'attrezzatura, mentre, a volte, i tecnici, nell'impossibilità di sottrarsi al campo della ripresa, erano costretti, vestiti da marinai, a confondersi con gli attori.

### Luoghi delle riprese
- Mosca. La prima scena girata fu, nel febbraio 2001, la riunione dei reduci al cimitero, che conclude il film. Nella luce delle lampade al tungsteno di una stazione della metropolitana di epoca staliniana della capitale russa, viene introdotto il capitano Vostrikov.[1]
- Gimli (località nella quale è presente una ex base militare canadese). Sul ghiaccio del lago Winnipeg furono girate, tra il marzo e l'aprile (coi rischi connessi al periodo del disgelo), la partita di calcio tra i marinai e le altre scene successive alla profonda immersione del sottomarino e alla veloce risalita attraverso i ghiacciai, che sarà all'origine del guasto al reattore nucleare.[1]
- Halifax. La baia di Halifax fu teatro delle riprese relative alle scene in mare aperto, ultime ad essere girate nel giugno 2001.[1] Al seguito di due sottomarini e del cacciatorpediniere statunitense, si rendeva necessario l'impiego di una vera flotta di imbarcazioni che quasi bloccava l'accesso alla baia.[1] Tra navi per il traino (5), gommoni per il salvataggio di attori o tecnici caduti in mare (5), una nave per le riprese con un braccio lungo 15 metri, mezzi per la logistica e l'alloggiamento, erano 27 le imbarcazioni utilizzate.

Parte del materiale utilizzato per le riprese in mare aperto fu invece girato presso Spitsbergen, isola dell'arcipelago delle Svalbard, mentre gli interni del sottomarino, le cui scenografie dovevano essere ricostruite ad ogni trasferimento, oltre che nelle località citate, furono girati a Toronto.

### Effetti speciali
Per il trucco di scena Bigelow si avvalse di Gordon Smith di cui aveva apprezzato il lavoro nel precedente Il buio si avvicina, in particolare nella riproduzione delle piaghe ed ustioni di un vampiro colpito dalla luce del sole. Come per il K-19, la documentazione fotografica cui attingere, circa gli effetti delle radiazioni nucleari, era estremamente limitata per il timore delle autorità di terrorizzare le popolazioni in piena guerra fredda. Si preferì, dunque, anche per non alterare il tono realistico della narrazione, limitare la rappresentazione agli effetti sui volti.
Tra diversi strati di lattice, venivano disegnate le ustioni e le pustole causate dalla distruzione cellulare, mentre uno speciale gel veniva applicato più esteriormente per simulare la decomposizione cutanea.

## Distribuzione

### Edizione italiana
Nell'edizione italiana del film nei titoli di coda viene ringraziata la Marina Militare Italiana, presumibilmente per la consulenza e l'aiuto nella corretta e precisa traduzione in Italiano dei dialoghi e delle didascalie presenti nel film per quello che riguarda i termini militari e marinari utilizzati.

## Accoglienza

### Incassi
Costato cento milioni di dollari, il film incassò solo 35 milioni negli USA e 30 milioni e mezzo nel resto del mondo. In assenza di finanziamenti di una major (un ruolo predominante nell'investimento fu svolto dalla National Geographic), resta uno dei più costosi film indipendenti.

### Critica
Nel film gli uomini colpiti dalle radiazioni presentano sintomi già immediatamente durante le riparazioni, mentre nella realtà i primi sintomi da esposizione a radiazioni non si presentano mai prima di qualche ora.